# Psammonitocrella longifurcata
Psammonitocrella longifurcata is een eenoogkreeftjessoort uit de familie van de Ameiridae. De wetenschappelijke naam van de soort is voor het eerst geldig gepubliceerd in 1992 door Rouch.